# Lola Vitoria Tarruella
Dolores Agustina Ana Vitoria Tarruella nace un 28 de agosto de 1880 en Alcoy. A los 8 meses y por fallecimiento de su padre, se mudan a Villena, ciudad de la que provenía su familia y donde la compositora reside la mayor parte de su vida. Esta compositora nace en una época en que las mujeres no tenían mucho hueco en la vida cultural. Por ello, de Lola Vitoria Tarruella no se encuentra gran información.  
Al buscar, en todas las fuentes (locales en su totalidad), se remite a la investigación del tenor Joaquín Navarro García (fallecido en 2021). Los documentos de su vida eran muy pocos y Joaquín recurre a testimonios familiares, frustrado por la escasez de información alguna vez abandonó la labor.  

## Biografía
Lola fue escritora de teatro, así como compositora. Aunque solo registró una obra en la SGAE, esta es, la zarzuela María Rosa. Alfonso Arenas García sería el encargado de guardar sus obras por deseo explícito de la autora.  
Era la pequeña de tres hermanos. Al mudarse uno de sus hermanos, Arturo, a Valencia para estudiar el grado de derecho, su madre y ella se van con él también. En esta etapa asistirá a recitales con su madre y generará una inquietud musical. Así, su madre procura que reciba clases de música por parte de José María Úbeda (improvisador de órgano) y José María Fayos Pascual (gran influyente del renacimiento de la música valenciana). De ellos recibiría solfeo, harmonía, composición, piano y guitarra.  
Con diecisiete años decide componer una obra para un concurso que se celebraba en Madrid. La obra era Marcha para la Coronación y estuvo dedicada al rey Alfonso XIII. Ganó el concurso y fue editada por la editorial Luis Tena.  
Tras finalizar su hermano la carrera, Lola y su madre regresan a Villena. Allí, con un círculo de amistades relacionadas con las Bellas Artes, asiste a veladas musicales donde pudo escuchar a personas como Francisco Tárrega, quien también la escuchó a ella tocar sus composiciones e improvisaciones.  
En 1903 se casa y esto supone un pequeño parón en su carrera musical. Viajaron bastante para conocer ambientes culturales y poder asistir a teatros y conciertos. Tenían una buena posición económica. Así conoció a gente importante. En 1909, en Alicante estrenaría su zarzuela María Rosa con un notable éxito expreso en los medios.
Tuvo dos hijas en su matrimonio, las cuales fallecieron trágicamente por fiebres tifoideas. Lola lo pasó horrible y su marido, quien se mostraba opuesto a la iglesia (era farmacéutico y la ciencia le llevó a tal cosa), le prometió una peregrinación para reconciliarse con la iglesia –pues gracias a las motivaciones de él, Lola dejó de asistir a los oficios y tomó la muerte de sus hijas como un castigo divino-. En este camino, Tomás, su esposo, finalmente vuelve a acogerse al seno de la iglesia.   
Tras esta etapa Lola comienza a componer y escribir más obras tratando de evitar el vacío emocional que le dejó la pérdida de sus hijas. Iba al cambo y cantaba con los trabajadores y tocaba la mandolina.  En 1918 estrena en Madrid otra zarzuela, ¡Mi Granada!, con una acogida excelente por la crítica. Comienza a sufrir por esta etapa un tumor que le produce hemorragias.  
Al comenzar la Guerra Civil tanto ella como su esposo resultan apresados por mostrar ideas contrarias. Ella será liberada a los cuatro meses. En los 40 Lola empeora por la enfermedad, pero no deja de componer. De este momento es la comedia Fantomás llora.  
Comienza a pensar en la idea de formar un organismo oficial para velar por los artistas. Quería proteger ese sector y busca apoyo entre sus amistades del mundo musical y teatral consiguiendo –aunque no gratuitamente- el permiso del obispo de Orihuela para reservar la Capilla del Santísimo. Lo que la hizo extremadamente feliz, sin embargo, la enfermedad seguía avanzando y se le diagnostica una metástasis que va ganando terreno en su cuerpo.  
Muere un 10 de mayo de 1952 y es enterrada junto a sus hijas.  

## Obras compositivas y teatrales
Compone en torno a 50 obras musicales:
- Gran banda: Himno al Maestro Chapí, Loor a Santa Cecilia, El suspiro del Moro, Marcha de la Coronación
- Música de cámara: Andante de la fantasía sinfónica, Noche de Primavera
- Voz y piano: ¡Adiós madre mía!, A Chapí, Al pie de un Ajimez, Al pie de un balcón, Canción, Canción oriental, Romanza, Sin Esperanza
- Piano (33)
- Teatro lírico, zarzuela: Así es el amor, Duquesa Mabelina o En el castillo del amor, Fantomás llora, Isira de Mizraim, Juerga Andaluza, María Rosa, ¡Mi Granada!, Mutación, Preludio nº 1

Además, entre su obra teatral: 
- Demasiado tarde
- El príncipe soñador
- En el hotel de Luciano Madariaga
- Hechizo Gitano
- Las hijas de Suárez o malos caminos
- Leyenda de amor
- Lida Stalchio
- Lierna
- Lo que puedenellos
- Mariquilla de la luz
- Sor luz del amor divino

También un libreto sin título para una zarzuela de ambiente oriental. 